# 北安碼頭馬路
北安碼頭馬路（葡萄牙語：Estrada da Ponte de Pac On）是澳門嘉模堂區的街道，其名字雖然有北安碼頭，但與氹仔北安碼頭隣近有關北安的街道名稱有相當距離。

## 歷史沿革
馬路從街頭到街尾剛好與氹仔東北馬路連接。

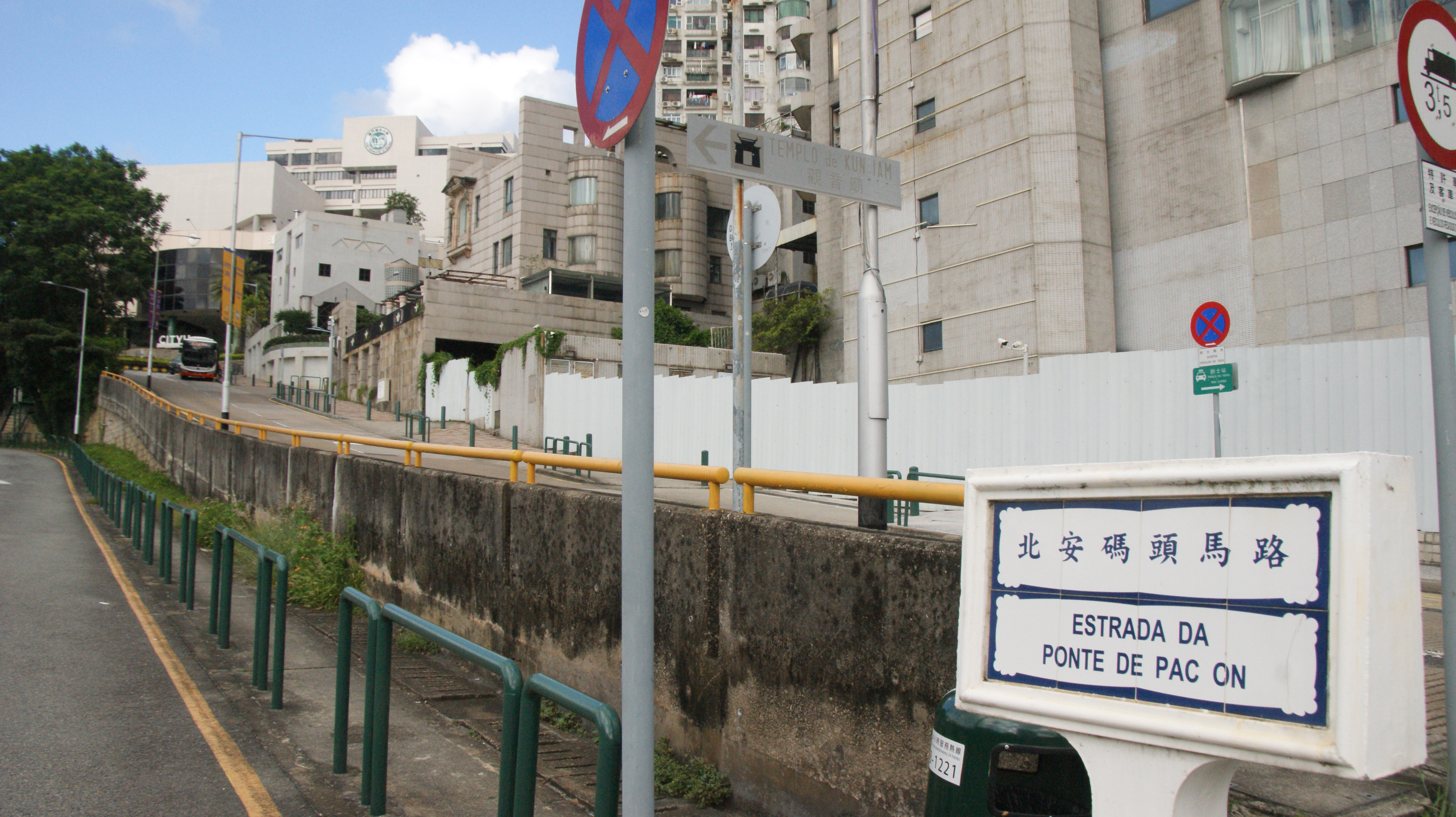
北安碼頭馬路與澳門城市大學

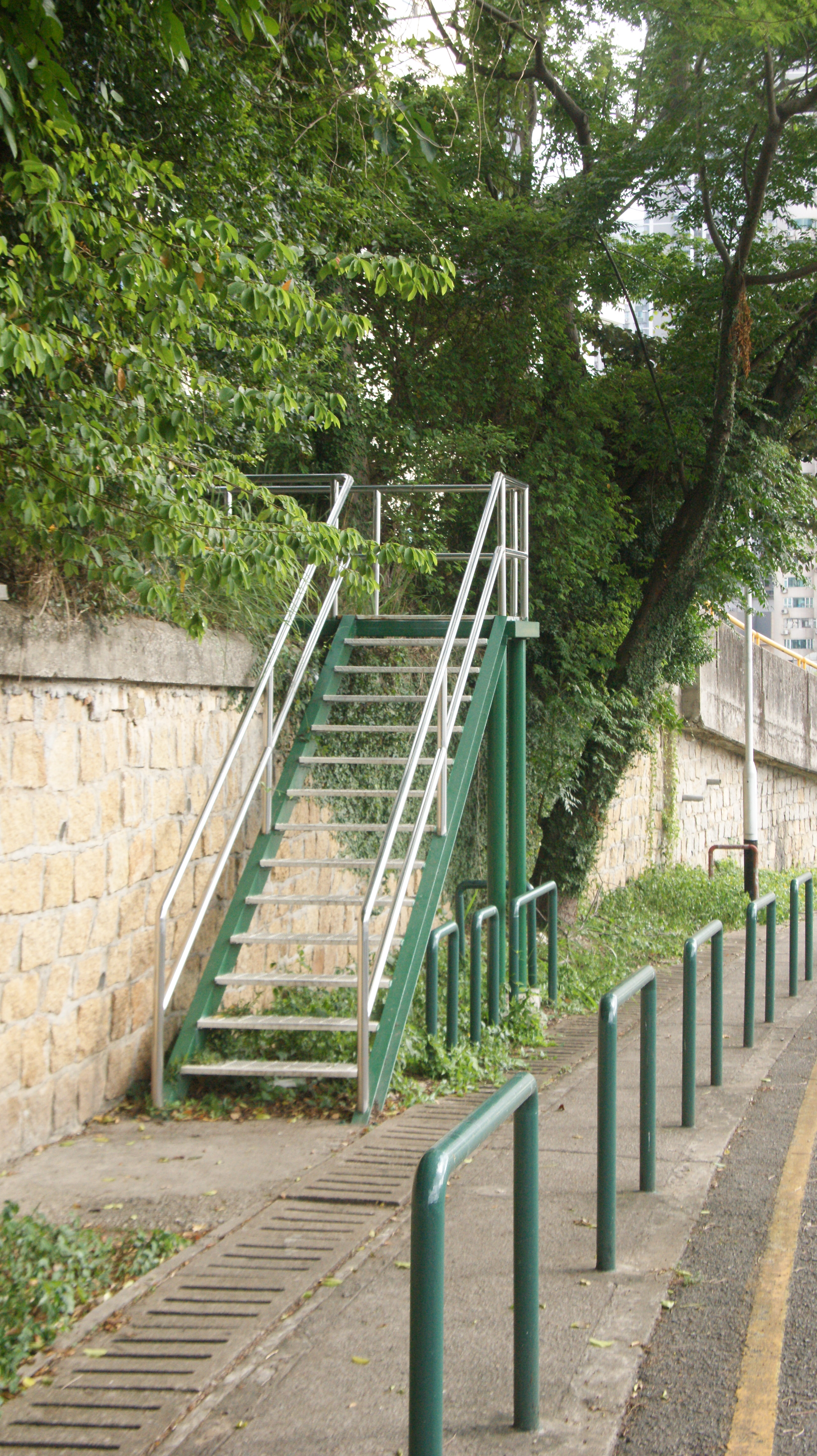
通向澳門城市大學馬路旁樓梯

名字雖然有北安碼頭，但與最接近名字有北安的北安大馬路，相隔了氹仔東北馬路、海灣街、高勵雅馬路三條街頭。

## 相關街道
- 氹仔東北馬路
- 聚龍街